# Галеев, Шакир Галеевич
Шакир Галеевич Галеев (02.06.1919 — 01.01.1988) — старший машинист компрессорного цеха Миннибаевского газоперерабатывающего завода имени Ленинского комсомола, Татарская АССР.

## Биография
Родился 2 июня 1919 года в селе Сугушла, Лениногорского района Республики Татарстан, в крестьянской семье. Татарин. В 1933 году 14-летним подростком поступил учиться в школу фабрично-заводского обучения при железнодорожном депо станции Бугульма. Получив профессию слесаря, уехал работать в Челябинскую область. Оттуда переехал в Ярославль и поступил на автодизельный завод.
В 1939 году был призван в Красную Армию. Участник Великой Отечественной войны. Нес службу в составе технической бригады, которая участвовала в противохимической обороне городов Куйбышев, Саратов, Смоленск. После войны был демобилизован.
В 1947 году вернулся в родные края. Поступил на работу в Шугуровскую контору нефтеразведочного бурения треста «Татнефтегазразведка» производственного объединения «Татнефть», Работал помощником дизелиста, дизелистом буровой установки, участвовал в бурении знаменитой скважины № 3 Ромашкинского месторождения. После неё было много забивших скважин, за 12 лет с нефтеразведчиками исколесил почти всю Татарию.
В 1959 году переведен на Миннибаевский газоперерабатывающий завод. Освоил специальность газокомпрессорщика, и вскоре возглавил бригаду машинистов компрессорного цеха № 1. Эти цехи — важнейшее производственное звено в утилизации попутного газа. На заводе впервые в стране освоены мощные центробежные компрессоры К-380. Звездные часы бригады Галеева пришлись на годы VIII пятилетки, плановые задания которой она выполнила на 4 месяца раньше срока, перекачав сверх задания 10 млн кубометров газа.
Указом Президиума Верховного Совета от 30 марта 1971 года за выдающиеся заслуги в выполнении заданий пятилетнего плана и достижение высоких технико-экономических показателей Галееву Шакиру Галеевичу присвоено звание Героя Социалистического Труда с вручением ордена Ленина и золотой медали «Серп и Молот».
Плодотворный труд Галеев сочетал с активной общественной деятельностью: был членом заводского комитета профсоюза, избирался народным заседателем Верховного суда Татарской АССР, членом Альметьевского горкома КПСС, депутатом Советов депутатов трудящихся Альметьевского района и города Альметьевска.
Жил в городе Альметевск. Скончался 1 января 1988 года.
Награждён орденом Ленина, медалями.